# Stiptopodius gaillardi
Stiptopodius gaillardi är en skalbaggsart som beskrevs av Antoine Boucomont 1923. Stiptopodius gaillardi ingår i släktet Stiptopodius och familjen bladhorningar. Inga underarter finns listade i Catalogue of Life.